# 吴沧桑
吴沧桑（1906年—1936年）名经界，字沧桑，以字行，广东省大埔县大麻镇小麻村竹洋人，中华民国陆军将领。

## 生平
吴沧桑15岁时，到潮州投靠叔父吴稼荪，担任广和昌的司库。后来，广和昌倒闭，吴稼荪赴南洋，吴沧桑被监禁数月。此后回到家乡自学。民国十四年（1925年），吴沧桑独自到广州，考入黄埔军校第四期工兵科，曾任黄埔军校第四、五期学员队区队长。毕业后参加北伐战争，担任排长，隶属东征第一军何应钦部下，先后进攻福建省、浙江省，进据上海及江苏省。北伐战争结束后，他被选送进入湖南陆军讲武堂学习，不久以中校衔考入北平陆军大学（校长黄慕松）第九期学员班。他在马融帐下，作为陆军大学优材获选参与制订《中国军队对日军作战计划》。民国二十年（1931年），自陆军大学毕业，当时黄慕松被任命为西北宣抚使，黄慕松拟委任吴沧桑为副职。但蒙当局电召，吴沧桑赴任南京中央陆军军官学校中校战术教官。不久，又应西南当局聘请，转任广东燕塘军校战术教官兼中队长，后提升为上校大队长。在燕塘军校任职三年后，燕塘全校步、骑、炮、工以及政治班学员全体参加野战演习，以增城县龙眼洞一带的平原山地为演习场地，国民革命军第一集团军总司令陈济棠亲任演习统帅，吴沧桑任演习参谋长。
民国二十三年（1934年），吴沧桑被任命为独立第三师（师长李汉魂，后该师改编为第二军第六师）的参谋长，驻防韶关。后来，西南当局企图以西南政务分会名义，与南京方面对峙，第一集团军兼制海空，陈策、张惠长陆续去职。民国二十五年（1936年）6月，陈济棠、李宗仁等人密谋反蒋（即两广事变），师长李汉魂不同意陈济棠的分裂做法，乃避居香港并发表辞职通电，将军务转交吴沧桑负责。因沧桑为蒋介石嫡系（有文章称吴沧桑是蓝衣社成员，但并无确证），陈济棠下令逮捕在韶关的吴沧桑，送广州警察总局关押。两广事变发生后的1936年7月11日，吴沧桑被杀害于广州黄花岗侧，年仅30岁。
不久，西南政务分会即告解体，归政中央。蒋介石追赠吴沧桑为陆军少将，明令旌表，依例厚恤吴沧桑家属，并将吴沧桑葬于广州黄埔东征阵亡烈士墓，李汉魂于1936年12月25日亲自撰写《吴君沧桑事略》立碑纪念。民国三十四年（1945年）抗日战争胜利后，国民政府国防部以吴沧桑有功于抗日，又追发了奖状。

## 著作
1933年1月，吴沧桑所著《开发西北》一书出版，是吴沧桑用以赠送师友的私印本。吴沧桑曾将该书赠送张光前（原黄埔军校潮州分校军事教官）等人。